# Vilhelm Ljungdorff
Per Johan Vilhelm Ljungdorff, född 6 april 1876 i Kviinge församling i dåvarande Kristianstads län, död 1 juni 1944 i Lund, var en svensk litteraturhistoriker.
Ljungdorff blev ordinarie tjänsteman vid Sveriges statsbanor 1901 och filosofie doktor vid Lunds universitet 1925. Den avhandling Ljungdorff doktorerade på var en intimt och fast byggd monografi över E.T.A. Hoffmann, E.T.A. Hoffmann och ursprunget till hans konstnärskap (1924), där bakgrunden är en detaljerad levnadsteckning i vilken särskilt sambandet mellan hans litterära och hans mindre kända musikaliska verksamhet beskrevs. Ljungdorff hade tidigare översatt Hoffmanns Nötknäpparen och Råttkungen (Norstedt, 1917).
Ljungdorff medverkade även under signaturen Lff i Svensk uppslagsbok. Han var från 1906 gift med Ester Amalia Sjögren (1881–1955).

## Fotnoter
1. 1 2  Sveriges Dödbok 1901–2009, DVD-ROM, Version 5.00, Sveriges Släktforskarförbund (2010).